# Clan Murray
Le clan Murray est un clan écossais des Highlands, originaire du comté de Moray en Écosse (Royaume-Uni).

## Origine du nom
Ce nom, très ancien, proviendrait vraisemblablement du picte, langage des prédécesseurs des Scots. Les Pictes se servaient du nom de "Moireabh", signifiant en gaélique écossais « village de mer », pour désigner un estuaire dans la région des Highlands. L'estuaire a donné son nom au comté avoisinant, le Morayshire.
Le nom du clan Murray Mhoireibh, se prononçant « Meura » ou « Meurè » en gaélique écossais, s'écrit peu à peu sous l’influence des anglais « Murray ».

## Histoire du clan
Ce nom apparaît au XIIe siècle : le royaume de Moray était peuplé de Pictes de tradition celte. Cette zone était alors sous l'influence des descendants du roi Macbeth Ier.

### Féodalité

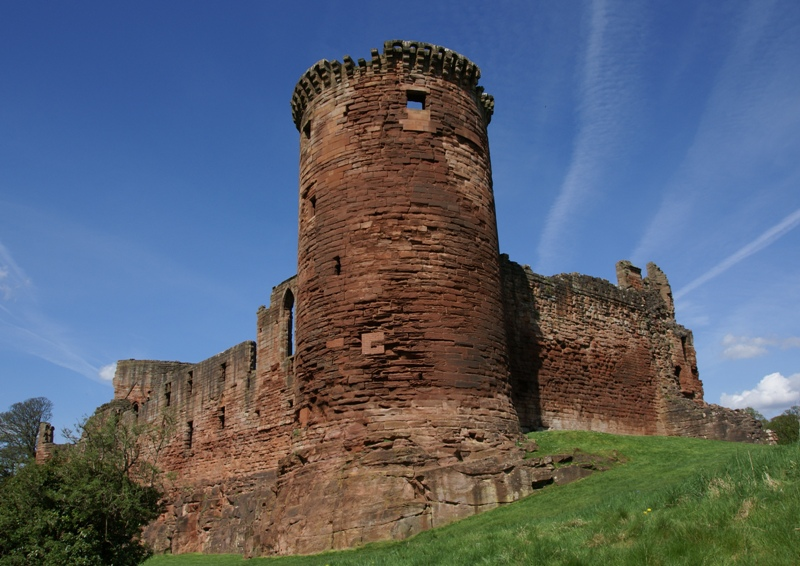
Photo de la tour sud-est du château de Bothwell. Ce château est resté le siège du chef des Murray jusqu'en 1360.

Dès le début de son règne, le roi David Ier d'Écosse introduit le système féodal normand en Écosse. Enlevant le pouvoir aux descendants de MacBeth qui étaient en rébellion contre lui, David Ier donne à Freskin de Moravia, un chevalier flamand de sa suite, tout pouvoir sur la population du comté de Moray.
Parmi les terres attribuées à Freskin, on retrouve Avoch (en) sur l'Île noire, Petty à l'est d'Inverness, de Kilravoch dans Nairn, et de Bothwell dans Lanarkshire. Ce Freskin est donc l'ancêtre des clans Murray, Douglas et Sutherland (en). Ces fils se marièrent avec la noblesse des anciennes familles de tradition celte.
Freskin (ou son fils William) conclut des mariages avec la maison des Moray, descendants des derniers rois celtes. Cela permit de consolider leur pouvoir dans cette région. Les descendants de Freskin ont pris leur nom des terres qui leur avait été données par le roi. Moireabh (en gaëlique, ou Moray, anglicisé) devint Murray.
Parmi les petits-fils de Freskin se trouvaient :
- Hugo, premier seigneur de Sutherland et ancêtre du clan Sutherland ;
- William, seigneur de Petty et ancêtre des branches du Perthshire et des Lowlands ;
- Gilbert, évêque de Caithness et fondateur de la branche de Sutherland ;
- Richard, un guerrier qui a aussi contribué à fonder la branche de Sutherland.

Les descendants des aînés ont pris le nom de Sutherland, tandis que les autres ont adopté le nom de Murray. Le plus vieux des fils de Freskin a pris le nom de Sutherland et devint Comte de Sutherland en 1235.

### Montée en puissance
Le Seigneur Walter Murray épousa une riche héritière, et devint seigneur de Bothwell dans Lanarkshire. Il fut aussi l'un des régents de l'Écosse, et c'est lui qui a commencé la construction du château de Bothwell. Ce château est resté le siège du chef des Murray jusqu'en 1360. En 1282, une autre alliance entre la famille Murray et la vieille aristocratie celtique eut lieu dans le comté de Perthshire. Cela rapporta à William les terres de Tullibardine et lia l'histoire du comté à celle de la famille Murray.
En 1297, Andrew Murray prend la cause de l'indépendance écossaise et, avec sir William Wallace, combat Édouard d'Angleterre. Il est tué à la bataille du pont de Stirling. C'est à ce moment que William Wallace prit seul le commandement des forces écossaises.
Le dernier seigneur Murray de Bothwell meurt en 1360 de la peste, ce qui fait qu'ensuite la seigneurie de la grande maison de Bothwell est perdue par les Murray au profit du clan Douglas. Le droit d'être chef de clan des Murray est ensuite débattu entre les diverses branches dispersées du nom de Sutherland et de Murray lui-même.
Même si la grande maison de Bothwell était perdue, cela n'empêcha pas d'autres Murray de s'enrichir par d'heureux mariages. Ainsi les Murray héritèrent des terres d'Abercairny (en). Les Murray montèrent jusqu'au titre de ducs d'Atholl avec des domaines couvrant 300 000 acres. La lignée des comtes de Mansfield, ayant fait construire le magnifique palais de Scone, est également liée aux Murray.

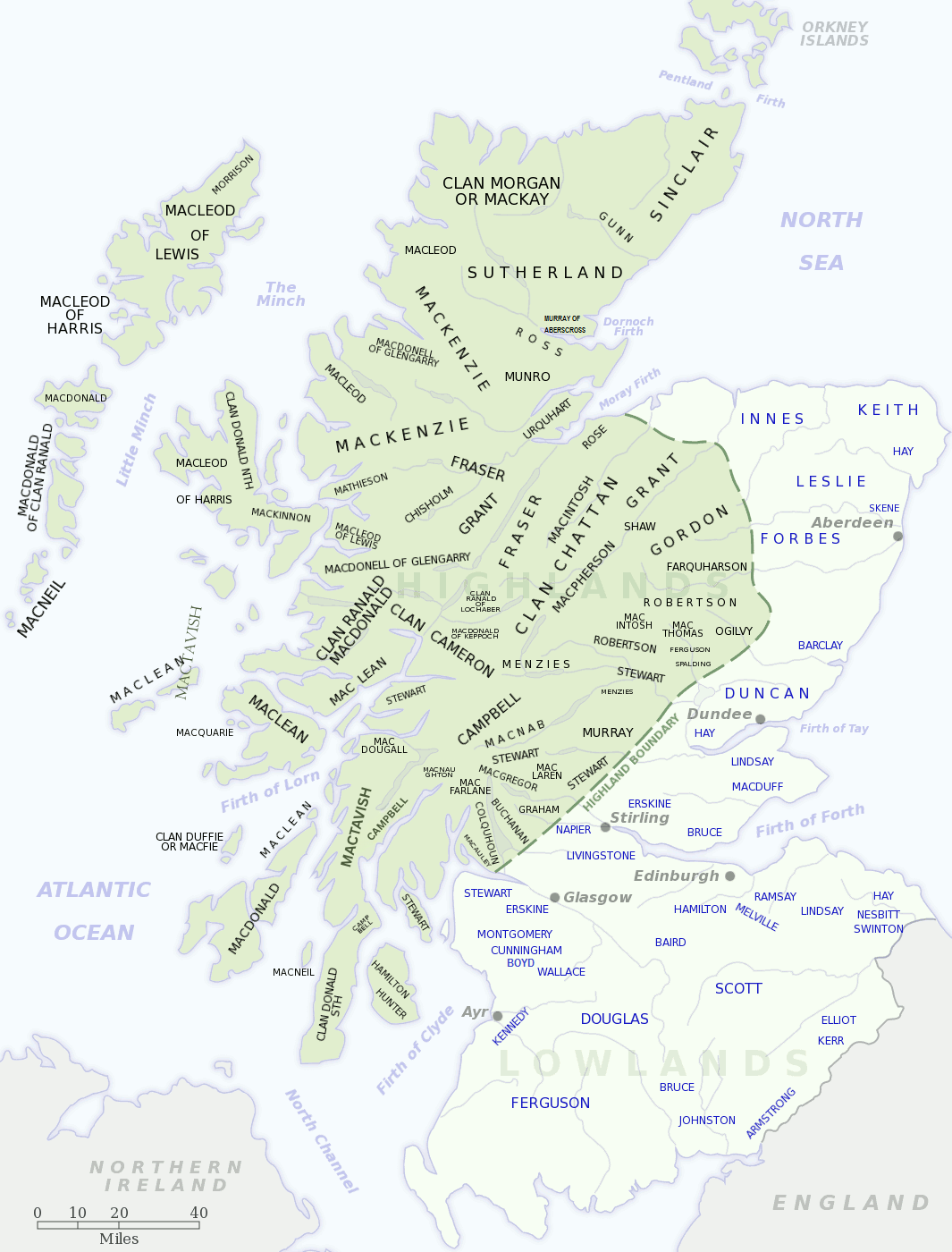
Carte des clans écossais

### Chefs de clan des Murray
```
 
1
 
Freskin de Moravia
 (De Strabrock et de Duffus) († av. 1166)
 │      │
 │      └──> Hugh de Moravia
[
2
]

 │
 ├──> 
2
  
William de Moravia
[
3
]
,
[
4
]
 († v. 1195), seigneur de Strabrock et de Duffus
 │           │
 │           │
 │           ├──> 
3
  
Hugh Frisken
[
5
]
 († av. 1222), seigneur de Duffus
 │           │       │ │
 │           │       │ └──>  
4
 Walter
[
6
]
, seigneur de Duffus
 │           │       │         │
 │           │       │         └──>  
5
 Freskinus de Moravia
[
6
]
, seigneur de Duffus
 │           │       │               (Il a eu trois filles, la propriété de Duffus est passée dans les mains du clan "De Cheynes" )
 │           │       │
 │           │       └──>   Andrew 
 │           │ 
 │           └──>   William († 1248), 
1
er
 
comte
 de Sutherland
 │
 │
 x
 x
[
7
]
  
 x
[
8
]

 │
 ├──> 
6
 
John de Moravia

 │
 ├──> 
7
 
Malcolm de Moravia
 († après 1296) 
 │         x (Environ 1284) Ada
 │ 
 ├──> 
8
 
William de Moravia
, 
1
er
 
baron
 de Tullibardine 
 │
 ├──> 
9
 
Andrew Murray
  († 
7 octobre 1332
), 
2
e
 
baron
 de Tullibardine
 │
 ├──> 
10
  
William Murray
 († vers 1352), 
3
e
 
baron
 de Tullibardine
 │
 ├──> 
11
 
John de Moravia
 († 1358), 
4
e
 
baron
 de Tullibardine
 │
 ├──> 
12
  
Walter Murray
 , 
5
e
 
baron
 de Tullibardine
 │         x Janet le Baird 
 │
 ├──> 
13
  
David Murray
  († Entre 1451 et 1452), 
6
e
 
baron
 de Tullibardine
 │         x lady, Isabel Stewart 
 │
 ├──> 
14
  
William Murray
 (1459) , 
7
e
 
baron
 de Tullibardine
 │         x Margaret Gray 
 │
 ├──> 
15
  
William Murray
 († 1511), 
8
e
 
baron
 de Tullibardine
 │         x Lady Mary Keith 
 │
 ├──> 
16
  
William Murray
  († 
9 septembre 1513
), 
9
e
 
baron
 de Tullibardine 
 │         x Lady Margaret Stewart 
 │
 ├──> 
17
  
William Murray
 († 
30 janvier 1562
), 
10
e
 
baron
 de Tullibardine
 │         x Katherine Campbell 
 │
 ├──> 
18
  
William Murray (11e baron de Tullibardine)
, (?)  († ??
16 mars 1582
/83)
 │         x Lady Agnes Graham 
 │
 ├──> 
19
   
John Murray
 († 1613), 
1
er
 
comte
 de Tullibardine
 │         x Catherine Drummond 
 │
 ├──> 
20
  
William Murray
  († 
juillet 1627
), 
2
e
 
comte
 de Tullibardine
 │         x (3 October 1599) Cecilia Wemyss, x (September 1604) Dorothea Stewart
 │
 ├──> 
21
  
John Murray
 (1610-1642), 
1
er
 
comte
 d'Atholl
 │         x (
6 juin 1630
) Jean Campbell
 │
 ├──> 
22
  
John Murray
 († 1703), 
1
er
 
marquis
 d'Atholl
 │         x (
5 mai 1659
) Lady Amelia Anne Sophia Stanley
 │
 ├──> 
23
  
John Murray
 (1659/60-1724), 
1
er
 
duc
 d'Atholl
 │         x (
24 mai 1683
) Lady Catherine Hamilton, x (
26 juin 1710
) Mary Ross   
 │         │
 │         └──> 
24
  
James Murray
  (1690-1764), 
2
e
 
duc
 d'Atholl
 │                  x (
28 avril 1726
) Jane Frederick, (
7 mai 1749
) Jean Drummond
 │                      (Seul Charlotte a survécu, elle a épousé son cousin John Murray qui est devenu le 
3
e
 
duc
 d'Atholl)
 │
 ├──>  
George Murray
 (1694-1760)
 │         x (
3 juin 1728
) Amelia Murray
 │
 ├──> 
25
   
John Murray
  (1729-1774), 
3
e
 
duc
 d'Atholl
 │         x ( 
23 octobre 1753
) Lady Charlotte Murray, baronne Strange
 │         │
 │         └──> 
26
  
John Murray
  (1755-1830), 
4
e
 
duc
 d'Atholl
 │                  x (
26 décembre 1774
) Hon. Jane Cathcart, x (
11 mars 1794
) Marjory Forbes  
 │                  │ │ 
 │                  │ └──> 
27
  John Murray (1778-1846), 
5
e
 
duc
 d'Atholl
 │                  │             (Il est mort sans laisser d'héritier) 
 │                  │
 │                  └──> 
James Murray
, 
1
er
 
lord
 Glenlyon
 │                         x Lady Emily Frances Percy
 │                         │ 
 │                         ├──> 
28
  George Murray (1814-1864), 
6
e
 
duc
 d'Atholl
 │                         │        x (
29 octobre 1839
) Anne Home-Drummond 
 │                         │
 │                         ├──> 
29
  
John Murray
 († 1917), 
7
e
 
duc
 d'Atholl
 │                         │          x (29 October 1863) Louisa Moncreiffe 
 │                         │          │ 
 │                         │          └──> 
30
  
John Murray
 (1871-1942), 
8
e
 
duc
 d'Atholl
 │                         │                   x (
20 juillet 1899
) 
Katharine Marjory Ramsay

 │                         │                        (Il est mort sans laisser d'héritier) 
 │                         │
 │                         └──> 
31
  James Murray (1879-1957), 
9
e
 
duc
 d'Atholl
 │                                       (Il est mort sans laisser d'héritier)
 │
 │
 ├──>    Très Révérend 
George Murray
 (1761-1803)
 │         x (
18 décembre 1780
) Anne Charlotte Grant
 │
 ├──>    Très Révérend 
George Edward Murray
 (1784-1860)
 │         x (
9 mai 1811
) Lady Sarah Maria Hay-Drummond
 │
 ├──>    Révérend 
George Edward Murray
 (1818-1854)
 │         x (
18 juillet 1848
) Penelope Frances Elizabeth Pemberton Austin
 │         │
 │         ├──> 
George Herbert Murray
 (1849-1936)
 │         │           x (
23 septembre 1879
) Honorable Helen Mary Mulholland
 │         │
 │         ├──> 
George Evelyn Pemberton Murray
 (1880-1947)
 │         │           x (
10 janvier 1906
) Muriel Mildred Elizabeth Hope
 │         │
 │         ├──>      Lieutenant Colonel 
George Anthony Murray
 (1907-1945)
 │         │           x (
25 août 1930
) Honorable Angela Pearson
 │         │
 │         └──> 
32
   
George Iain Murray
 (1931-1996), 
10
e
 
duc
 d'Atholl
 │                   (Il est mort sans laisser d'héritier)
 │
 │
 ├──>  Révérend 
Douglas Stuart Murray
 (1853-1920) 
 │         x (
22 avril 1879
) Harriet Georgina Isabel Bridgeman
 │
 ├──>  Major 
George Murray
 (1884-1940)
 │         x (
17 janvier 1928
) Joan Eastwood
 │
 └──> 
33
 
John Murray (11e duc d'Atholl)
 (1929 - 15 May 2012), 
11
e
 
duc
 d'Atholl
           x (
15 décembre 1956
) Margaret Yvonne Leach
```

### Après la défaite de Culloden

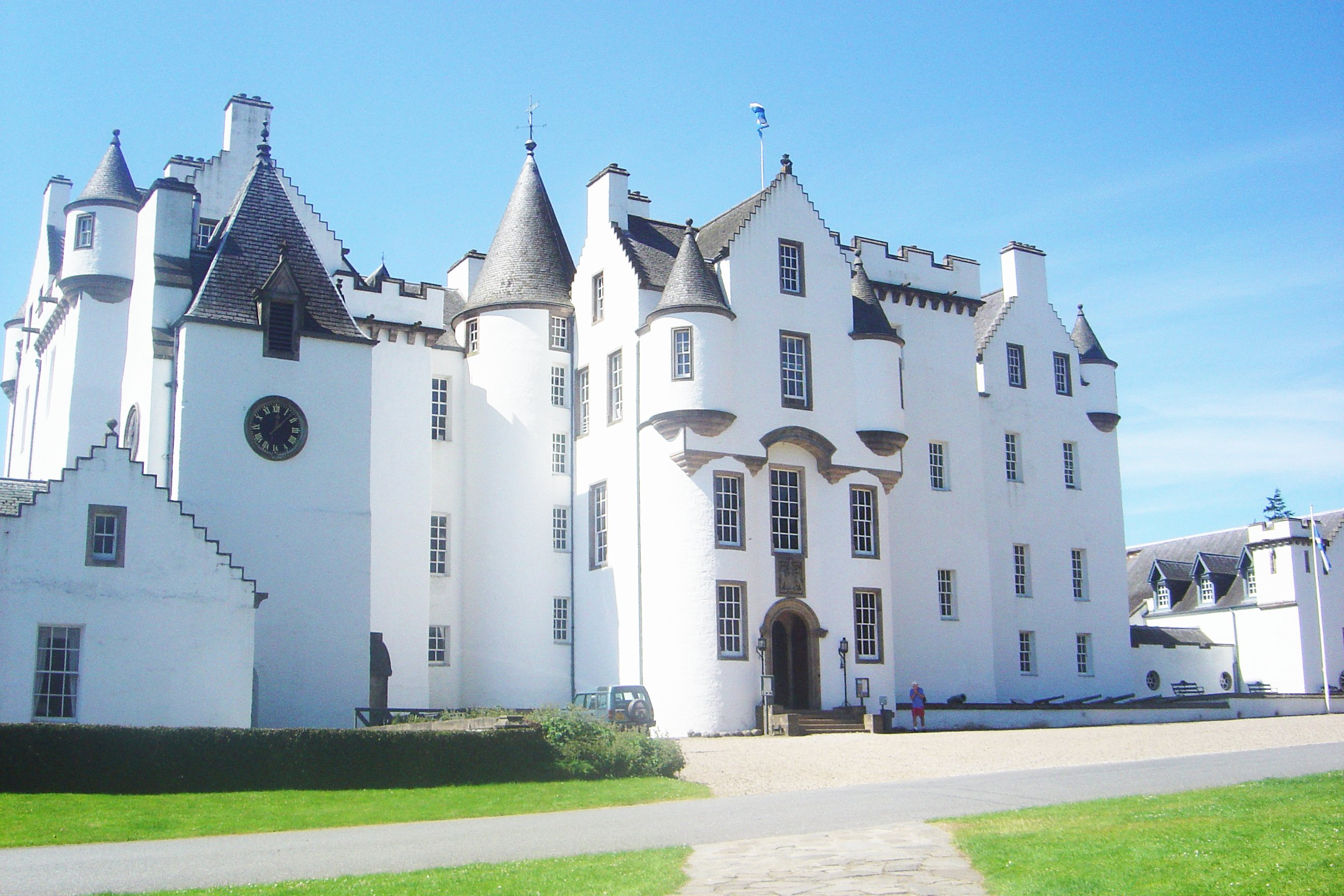
Photo du château Blair. Ce château est maintenant le siège du chef des Murray.

L'armée britannique démantela le pouvoir des chefs de clan, afin qu'aucune armée privée n'aie le droit d'exister en terre d'Écosse.
Entre 1759 et 1783, plusieurs régiments écossais voient le jour. Ces régiments sont mis en place par des chefs de clan et emploie des highlanders. L'armée britannique avait besoin de soldats, et les highlanders était de très bons soldats, mais ces régiments furent ensuite envoyés au loin pour combattre. C'était également une manière de vider les Highlands.
Un de ces régiments fut fondé par le chef des clans des Murray d'Atholl. Il s'appelait le 77th Highlanders ou Atholl Highlanders. Ce régiment fut démantelé en 1783, et les soldats, contrairement aux autres régiments, retournèrent en Écosse. Le 6e duc d'Atholl dans son château de Blair dans le Pertshire a fait renaître ce régiment qui avait été démantelé en 1783. C'est maintenant la seule armée privée qui a le droit d'exister sur le sol du Royaume-Uni. Le duc reçut ce droit à la suite d'une visite de la reine Victoria en Écosse. L'armée des Murray a tellement bien accueilli la reine lors d'un voyage dans son château, que la reine lui a redonné le droit d'avoir une armée privée sur les terres d'Écosse.